# Prix de littérature française de la Ville de Tournai
Le Prix de littérature française de la Ville de Tournai, d'une valeur de 7 500 €, est décerné par la ville de Tournai et récompense, tous les trois ans, des auteurs de Belgique francophone. Le but de ce prix est de mettre en avant les ouvrages aux préoccupations contemporaines.

## Auteurs distingués
- 1989 : Henry Bauchau pour Poésie
- 1992 : François Emmanuel pour La Nuit d'obsidienne
- 1995 : Nicole Malinconi pour Rien ou presque
- 1998 : Jean-Claude Pirotte pour Plis perdus
- 2001 : Xavier Hanotte pour Derrière la colline
- 2004 : Daniel De Bruycker pour Eitô
- 2007 : Véronique Bergen, pour Kaspar Hauser ou la phrase préférée du vent
- 2010 : Frans De Haes, pour Les pas de la voyeuse, Dominique Rolin
- 2013 : Antoine Wauters, pour Césarine de nuit
- 2016 : Veronika Mabardi, pour Les Cerfs, paru aux éditions Esperluète